# Кланц
Кланц (словен. Klanc) — поселення в общині Добрна, Савинський регіон, Словенія. Висота над рівнем моря: 455,5 м. 